# Cerura multiscripta
Cerura multiscripta är en fjärilsart som beskrevs av Riley 1875. Cerura multiscripta ingår i släktet Cerura och familjen tandspinnare. Inga underarter finns listade i Catalogue of Life.